# Jagalan (Banguntapan)
Jagalan is een bestuurslaag in het regentschap Bantul van de provincie Jogjakarta, Indonesië. Jagalan telt 3270 inwoners (volkstelling 2010).